# Біляковська сільська рада
Біляко́вська сільська рада (рос. Беляковский сельский совет) — сільське поселення у складі Частоозерського району Курганської області Росії.
Адміністративний центр — село Біляковське.
Населення сільського поселення становить 216 осіб (2017; 314 у 2010, 484 у 2002).

## Склад
До складу сільського поселення входять:
| Населений пункт   | Населення, осіб (2002) | Населення, осіб (2010) |
| ----------------- | ---------------------- | ---------------------- |
| Біляковське, село | 449                    | 283                    |
| Песьяне, присілок | 35                     | 29                     |